# Don Alvarado
Don Alvarado, eigentlich José Paige, (* 4. November 1904 in Albuquerque, New Mexico; † 31. März 1967 in Hollywood, Kalifornien) war ein mexikanisch-US-amerikanischer Schauspieler, Regieassistent und Produktionsmanager.

## Leben
Der mexikanischstämmige Don Alvarado kam 1922 nach Hollywood, mit dem Ziel Arbeit in der Filmindustrie zu finden. Er freundete sich dort mit dem ebenfalls mexikanischstämmigen Schauspieler Gilbert Roland an und gemeinsam begannen sie ihre Filmkarriere. 1924 heiratete Alvarado die russisch-jüdische Emigrantentochter Ann Boyar. Im gleichen Jahr wurde die gemeinsame Tochter Joy Page geboren, die später ebenfalls Schauspielerin wurde und unter anderem in Casablanca mitwirkte. Alvarados Frau verließ ihn jedoch und heiratete den Filmproduzenten Jack L. Warner.
1924 hatte Alvarado seinen ersten Filmauftritt. Ähnlich wie Rudolph Valentino oder Ramón Novarro wurde vor allem als Latin Lover in diversen wichtigen Nebenrollen besetzt. Er spielte unter anderem in Filmproduktionen von Raoul Walsh und David Wark Griffith. Mit Beginn des Tonfilms wurden seine Auftritte kleiner. Eine seiner letzten nennenswerten Rollen hatte er als Liebhaber von Marlene Dietrich in Josef von Sternbergs Filmdrama Der Teufel ist eine Frau. Nach 1940 trat Alvarado nur noch sporadisch bei Gelegenheit als Schauspieler auf, stattdessen arbeitete er hauptsächlich für Warner Brothers als Regieassistent und Produktionsmanager. Als Produktionsmanager war er an Erfolgen wie Der Schatz der Sierra Madre, Jenseits von Eden und Der alte Mann und das Meer beteiligt.
Don Alvarado starb 1967 im Alter von 62 Jahren an Krebs. Für seine Filmarbeit erhielt er einen Stern auf dem Hollywood Walk of Fame.

## Filmografie (Auswahl)
Als Schauspieler
- 1924: Mademoiselle Midnight
- 1925: Das Herz des Stierkämpfers (The Spaniard)
- 1926: Der Schrei aus den Lüften (The Night Cry)
- 1927: Der sprechende Affe (The Monkey Talks)
- 1927: Die Liebe vom Zigeuner stammt (The Loves of Carmen)
- 1927: Breakfast at Sunrise
- 1928: Fanfaren der Liebe (Drums of Love)
- 1928: The Scarlet Lady
- 1928: Komödie einer Liebe (The Battle of the Sexes)
- 1929: Die Brücke von San Luis Rey (The Bridge of San Luis Rey)
- 1930: The Bad One
- 1931: Beau Ideal
- 1931: Contrabando
- 1932: Lady with a Past
- 1932: The King Murder
- 1933: Under Secret Orders
- 1933: Morgenrot des Ruhms (Morning Glory)
- 1934: La Cucaracha (Kurzfilm)
- 1935: Der Teufel ist eine Frau (The Devil Is a Woman)
- 1935: I Live for Love
- 1936: Rose of the Rancho
- 1940: One Night in the Tropics
- 1949: Die rote Schlinge (The Big Steal)
- 1958: Der alte Mann und das Meer (The Old Man and the Sea) (Cameo-Auftritt)